# فالماوث
فالماوث (بالإنجليزية: Falmouth, Kentucky)‏ هي مدينة تقع في مقاطعة بيندلتون، كنتاكي بولاية كنتاكي في وسط جنوب شرق الولايات المتحدة. تبلغ مساحة هذه المدينة 3.3 (كم²)، وترتفع عن سطح البحر 168 م، بلغ عدد سكانها 2058 نسمة في عام 2000 حسب إحصاء مكتب تعداد الولايات المتحدة وتصل الكثافة السكانية فيها 617.4 نسمة/كم2.

## التركيبة السكانية
حدّد مكتب تعداد الولايات المتحدة بيانات التركيبة السكانية لفالماوث في تعداد الولايات المتحدة. في ما يلي، التركيبة السكانية حسب تعدادي 2000 و2010.

### تعداد عام 2000
بلغ عدد سكان فالماوث 2,058 نسمة بحسب تعداد عام 2000، وبلغ عدد الأسر 849 أسرة وعدد العائلات 521 عائلة مقيمة في المدينة. في حين سجلت الكثافة السكانية 576.5 نسمة لكل كيلومتر مربع (1,493.1/ميل2). وبلغ عدد الوحدات السكنية 988 وحدة بمتوسط كثافة قدره 276.8 لكل كيلومتر مربع (716.9/ميل2).
وتوزع التركيب العرقي للمدينة بنسبة 96.21% من البيض و1.90% من الأمريكيين الأفارقة و0.63% من الأمريكيين الأصليين و0.10% من الأمريكيين ذوي الأصول الآسيوية و0.63% من الأعراق الأخرى و0.53% من عرقين مختلطين أو أكثر و1.36% من الهسبانيون أو اللاتينيون من أي عرق.
بلغ عدد الأسر 849 أسرة كانت نسبة 34.4% منها لديها أطفال تحت سن الثامنة عشر تعيش معهم، وبلغت نسبة الأزواج القاطنين مع بعضهم البعض 41.7% من أصل المجموع الكلي للأسر، ونسبة 15.3% من الأسر كان لديها معيلات من الإناث دون وجود شريك،  بينما كانت نسبة 4.4% من الأسر لديها معيلون من الذكور دون وجود شريكة وكانت نسبة 38.6% من غير العائلات. تألفت نسبة 34.7% من أصل جميع الأسر من عدة أفراد يعيشون في نفس المنزل ونسبة 18.5% كانت تتألف من شخص يعيش بمفرده يبلغ من العمر 65 عاماً أو أكثر. وبلغ متوسط حجم الأسرة المعيشية 2.34، أما متوسط حجم العائلات فبلغ 3.03.
بلغ العمر الوسطي للسكان 36.8 عاماً. وكانت نسبة 25.8% من القاطنين تحت سن الثامنة عشر، وكانت نسبة 9% بين الثامنة عشر والرابعة والعشرين عاماً، ونسبة 26.5% كانت واقعةً في الفئة العمرية ما بين الخامسة والعشرين والرابعة والأربعين عاماً، ونسبة 18.6% كانت ما بين الخامسة والأربعين والرابعة والستين، ونسبة 16.7% كانت ضمن فئة الخامسة والستين عاماً فما فوق. يوجد لكل 100 أنثى 87.5 ذكر، ويوجد لكل 100 أنثى في الثامنة عشر من عمرها فما فوق 79.3 ذكر.
بلغ متوسط دخل الأسرة في المدينة 25,114 دولارًا، أما متوسط دخل العائلة فبلغ 36,250 دولارًا. وكان متوسط دخل الذكور 31,012 دولارًا مقابل 20,781 دولارًا للإناث. وسجل دخل الفرد الخاص بالمدينة 15,634 دولارًا. وكانت نسبة 16.5% من العائلات ونسبة 19% من السكان تحت خط الفقر، وكان من هؤلاء نسبة 23.3% تحت سن الثامنة عشر ونسبة 16.3% في الخامسة والستين من العمر وما فوق.

### تعداد عام 2010
بلغ عدد سكان فالماوث 2,169 نسمة بحسب تعداد عام 2010، وبلغ عدد الأسر 875 أسرة وعدد العائلات 524 عائلة مقيمة في المدينة. في حين سجلت الكثافة السكانية 607.6 نسمة لكل كيلومتر مربع (1,573.7/ميل2). وبلغ عدد الوحدات السكنية 1,001 وحدة بمتوسط كثافة قدره 280.4 لكل كيلومتر مربع (726.2/ميل2).
وتوزع التركيب العرقي للمدينة بنسبة 97.23% من البيض و1.06% من الأمريكيين الأفارقة و0.23% من الأمريكيين الأصليين و0.05% من سكان جزر المحيط الهادئ و0.18% من الأعراق الأخرى و1.24% من عرقين مختلطين أو أكثر و1.20% من الهسبانيون أو اللاتينيون من أي عرق.
بلغ عدد الأسر 875 أسرة كانت نسبة 34.9% منها لديها أطفال تحت سن الثامنة عشر تعيش معهم، وبلغت نسبة الأزواج القاطنين مع بعضهم البعض 37.7% من أصل المجموع الكلي للأسر، ونسبة 15.5% من الأسر كان لديها معيلات من الإناث دون وجود شريك،  بينما كانت نسبة 6.6% من الأسر لديها معيلون من الذكور دون وجود شريكة وكانت نسبة 40.1% من غير العائلات. تألفت نسبة 34.7% من أصل جميع الأسر من عدة أفراد يعيشون في نفس المنزل ونسبة 14.7% كانت تتألف من شخص يعيش بمفرده يبلغ من العمر 65 عاماً أو أكثر. وبلغ متوسط حجم الأسرة المعيشية 2.43، أما متوسط حجم العائلات فبلغ 3.12.
بلغ العمر الوسطي للسكان 36.0 عاماً. وكانت نسبة 26.7% من القاطنين تحت سن الثامنة عشر، وكانت نسبة 8.3% بين الثامنة عشر والرابعة والعشرين عاماً، ونسبة 27.7% كانت واقعةً في الفئة العمرية ما بين الخامسة والعشرين والرابعة والأربعين عاماً، ونسبة 23.7% كانت ما بين الخامسة والأربعين والرابعة والستين، ونسبة 13.6% كانت ضمن فئة الخامسة والستين عاماً فما فوق. وتوزع التركيب الجنسي للسكان بنسبة 48.2% ذكور و51.8% إناث.

## أعلام
- بيث برودريك
- فيليب شارب
- جون ميريت
- فرانك براونينج

## وصلات خارجية
- The US50 - Cities and Towns in Kentucky State